# Socrates van Achaea
Socrates van Achaea (ca. 436-401 v. Chr.) was een Griekse huurlinggeneraal uit de landstreek Achaea, die naar Perzië reisde om te vechten in de Slag bij Cunaxa. Xenophon beschrijft hem als dapper in de oorlog en als een betrouwbare vriend. Socrates werd opgeroepen door Cyrus de Jongere, met wie hij een goede band had, om zo veel troepen op te trommelen, onder de veronderstelling dat Cyrus een aanval wilde plegen op het leger van Tissaphernes. Socrates zorgde voor zo'n 500 hoplieten. Socrates kwam later pas achter de werkelijke doelstelling van Cyrus: De troon overnemen van de broer van Cyrus, Artaxerxes II.
Tijdens de Slag bij Cunaxa vocht Socrates met z'n mankrachten tegen Cyrus, die vervolgens om het leven kwam in de strijd, na vele verliezen te hebben geleden. Na de slag verlieten alle Griekse troepen het gebied, waaronder ook twee overlopers: Ariaios, een goede vriend van Cyrus, en Tissaphernes, de Perzische generaal tijdens de slag.
Tijdens de terugreis werd Socrates verraden door deze twee mannen. Socrates werd, samen met Clearchos, Agis van Arcadia, Menon van Thessalië en Proxenos van Boeotië uitgenodigd voor een vriendelijke ontmoeting in de tent van Tissaphernes, alwaar ze werden overmeesterd en meegenomen naar Artaxerxes, waar ze werden onthoofd.